# Bosenská Wikipedie
Bosenská Wikipedie (Wikipedia na bosanskom jeziku) je jazyková verze Wikipedie v bosenštině. Byla spuštěna v roce 2002. V lednu 2022 obsahovala přes 88 000 článků a pracovalo pro ni 9 správců. Registrováno bylo přes 138 000 uživatelů, z nichž bylo asi 200 aktivních. V počtu článků byla 73. největší Wikipedie.
17. února 2007 se v Sarajevu konalo první setkání editorů této jazykové verze Wikipedie.
Mezi největší problémy této jazykové verze patří například vkládání textů s propagandistickou rétorikou (zaměřené většinou proti jednomu ze tří národů Bosny a Hercegoviny) a dále díky přejímání článků z jiných jazykových verzí, jako je třeba chorvatská či srbská, mnohdy nízká kvalita některých článků po gramatické stránce.